# Fontaine de Najac
Pour les articles homonymes, voir Najac.
La fontaine de Najac est une fontaine située à Najac, en France.

## Localisation
La fontaine est située sur la commune de Najac, dans le département français de l'Aveyron.

## Historique
L'édifice est classé au titre des monuments historiques en 1910.